# Flurina Neva Bätschi
Flurina Neva Bätschi (2 maggio 2003) è una snowboarder svizzera specializzata in slalom gigante parallelo e slalom parallelo.

## Biografia
Attiva in gare FIS dal 2019 e specializzata in slalom gigante parallelo e slalom parallelo, Bätschi ha esordito in Coppa del Mondo l’8 gennaio 2022, giungendo 49ª nello slalom gigante parallelo di Scuol vinto dall’austriaca Sabine Schöffmann. Il 21 dicembre 2024 ha ottenuto il suo primo podio nel massimo circuito, chiudendo 3ª nello slalom parallelo di Davos vinto dalla giapponese Tsubaki Miki.

## Palmarès

### Mondiali juniores
- 3 medaglie:
  - 1 argento (parallelo a squadre a Bansko 2023)
  - 2 bronzi (slalom parallelo a Krasnojarsk 2021; slalom gigante parallelo a Chiesa in Valmalenco 2022)

### Coppa del Mondo
- Miglior piazzamento nella Coppa del Mondo di parallelo: 29ª nel 2023
- 1 podio:
  - 1 terzo posto